# New Obscurantis Order
New Obscurantis Order è il terzo album della symphonic black metal band francese Anorexia Nervosa, pubblicato il 29 ottobre 2001 dall'etichetta discografica Osmose Productions.
L'album è sottotitolato A brand new Bible for the XXIst Century Youth.
La traccia Hail Tyranny è un adattamento del Preludio in Do diesis minore di Sergei Rachmaninoff.

## Tracce
1. Mother Anorexia – 4:50
2. Chatiment de la rose – 5:17
3. Black Death, Nonetheless – 5:17
4. Stabat Mater Dolorosa – 7:20
5. Le Portail de la Vierge – 5:32
6. The Altar of Holocausts – 5:21
7. Hail Tyranny – 2:59
8. Ordo Ab Chao: The Scarlet Communion – 6:43

## Formazione
- Hreidmarr – voce
- Stéphane Bayle – chitarra
- Pier Couquet – basso
- Nilcas Vant – batteria
- Neb Xort – tastiere